# Josef Kristen
Josef Kristen (Colonia, 28 de enero de 1960) es un deportista alemán que compitió para la RFA en ciclismo en la modalidad de pista. Ganó una medalla de bronce en el Campeonato Mundial de Ciclismo en Pista de 1980, en la carrera por puntos.

## Medallero internacional
| Campeonato Mundial | Campeonato Mundial | Campeonato Mundial | Campeonato Mundial |
| Año                | Lugar              | Medalla            | Competición        |
| ------------------ | ------------------ | ------------------ | ------------------ |
| 1980               | Besanzón (Francia) | Medalla de bronce  | Puntuación (A)     |